# يوكي بامبا
يوكي بامبا (باليابانية: 馬場悠企؛ بالكانا: バンバ ユウキ) هو لاعب كرة قدم ياباني في مركزي الدفاع والوسط، ولد في 2 أغسطس 1986 في شيغا في اليابان. لعب مع BBCU F.C. ‏.

## وصلات خارجية
- يوكي بامبا على موقع قاعدة بيانات كرة القدم.إي يو (الإنجليزية)
- يوكي بامبا على موقع Soccerway.com (الإنجليزية)